# TED Ankara Kolejliler Spor Kulübü (pallavolo maschile)
Il TED Ankara Kolejliler Spor Kulübü, comunemente noto anche come TED Ankara Kolejliler o TED Ankara, è una società pallavolistica maschile con sede ad Ankara, appartenente alla omonima società polisportiva . Milita nella massima serie del campionato turco, la Voleybolun 1.Ligi.

## Storia del Club
Il TED Ankara Kolejliler Spor Kulübü nasce nel 1954 all'interno della polisportiva TED Ankara Kolejliler Spor Kulübü. Il club attraversa il miglior momento della propria storia all'inizio degli anni settanta, classificandosi due volte al secondo posto nella Voleybolu 1.Ligi.

## Rosa 2012-2013
| N° | Nome               | Ruolo | Data di nascita   | Nazionalità sportiva |
| -- | ------------------ | ----- | ----------------- | -------------------- |
| -  | Osman Çarkçı       | All   | -                 | Turchia              |
| 1  | Niyazi Durmaz      | C     | 8 luglio 1983     | Turchia              |
| 5  | Engin Yılmaz       | C     | 1º febbraio 1979  | Turchia              |
| 6  | Petar Čurović      | S/O   | 12 luglio 1984    | Montenegro           |
| 6  | Mark Dusharme      | S/O   | 23 maggio 1981    | Stati Uniti          |
| 7  | Ömer Arslan        | C     | 25 aprile 1992    | Turchia              |
| 8  | Alper Güllü        | C     | 23 luglio 1982    | Turchia              |
| 9  | Süleyman Kolişler  | C     | 28 maggio 1979    | Turchia              |
| 10 | Rıdvan Karataş     | P     | 1º febbraio 1983  | Turchia              |
| 11 | Çağlar Aksoy       | P     | 13 luglio 1984    | Turchia              |
| 15 | Armin Mustedanović | S     | 26 aprile 1986    | Bosnia ed Erzegovina |
| 16 | Caner Demirci      | S     | 28 gennaio 1982   | Turchia              |
| 17 | Mehmet Özbek       | L     | 11 luglio 1984    | Turchia              |
| 18 | Ali Çayır          | S/O   | 13 settembre 1981 | Turchia              |